# Делавери
Делавери (или Ленапе, Лени-Ленапе) су алгонквински народ, који је пре контакта са Европљанима у 16. и 17. веку насељавао територију Њу Џерзија, североисток Делавера, исток Пенсилваније и југоисток државе Њујорк. Кроз средиште њихове традиционалне територије протиче река Делавер. Делавери нису имали заједничку централну власт, већ су били подељени на већи број независних племена, од којих су нека била повезана у лабаве савезе. Говорили су блиским делаверским језицима мунси и унами који припадају источној групи алгонквинске породице језика. Унами се састојао од три дијалекта северни унами, јужни унами и уналачтиго. Процењује се да је у 17. веку било између 8.000 и 12.000 Делавера.
У току 18. и 19. века већина делаверских племена је под притиском европских колониста напустила своју земљу и одселила се на запад и север, на већи број међусобно удаљених места у јужном Онтариу, западном делу државе Њујорк, Висконсину, Канзасу и Оклахоми.
У 21. веку Делавери су организовани у 3 федерално признате групе у САД: 1) Делаверска нација, са седиштем у граду Анадарко у Оклахоми, 2) Делаверско племе Индијанаца, са седиштем у граду Бартлесвил у Оклахоми, 3) Стокбриџ-Манси заједница, са седиштем у граду Болер у Висконсину, (која је мешовита мохиканско-делаверска); три федерално признате групе у Канади у провинцији Онтарио: 1) Мунси-Делаверска нација, 2) Делаверска нација у Моравијантауну, 3) Делавери са резервата Шест нација (већина становника резервата су Ирокези (6 племена), Делавери су мањина); две државно признате групе у Њу Џерзију: 1) Нантикок-Лени-Ленапе Индијанци Њу Џерзија (која је мешовита нантикочко-делаверска) и 2) Рамапо-Ленапе нација (која је мешовита); једну државно признату групу у Делаверу: 1) Ленапе индијанско племе Делавера; такође један део Делавера живи широм САД у урбаним насељима ван резервата. Процењује се да их у 21. веку има око 16.000.

## Племена
Делаверска племена се према делаверском језику који говоре групишу у две главне групе племена Мунси и Унами које се даље деле на мање групе:
- Мунси (енгл. Munsee)
  - Есопус (енгл. Esopus)
    - Ваоранекс (енгл. Waoranecks)
    - Варанаванконгс (енгл. Warranawankongs)
    - и друга

  - Вапингерска групација племена (Вапингерска конфедерација) источно од доњег тока реке Хадсон[6]
    - Вапингер (енгл. Wappinger)
    - Ночпим (енгл. Nochpeem)
    - Кичаванк (енгл. Kichtawank)
    - Синсинк (енгл. Sinsink)
    - Сиваној (енгл. Siwanoy)
    - Танкитекс (енгл. Tankitekes)
    - Ричгававанк (енгл. Rechgawawanc, Reckgawawanck) познато и по имену Менхетн[6]
    - Векквејзгик (енгл. Wiechquaeskeck) за ово племе се такође везује назив Менхетн

  - Групација племена која обухвата племена са западног дела острва Лонг Ајленд
    - Матинкок (енгл. Matinecock)
    - Масапиква (енгл. Massapequa)
    - Канарси (енгл. Canarsee)
    - Роковеј (енгл. Rockaway)

  - Минисинк (енгл. Minisink)
  - Групација повезаних племена западно од доњег тока реке Хадсон
    - Хаверстро (енгл. Haverstraw)
    - Тапан (енгл. Tappan)
    - Хакенсак (енгл. Hackensack)
    - Раритан (енгл. Raritan)
    - Навасинк (енгл. Navasink)
- Унами (енгл. Unami)
  - Уналачтиго
    - Санкикан (енгл. Sankhikan)
    - Атсејонок (енгл. Atsayonock)

  - Северни Унами
  - Јужни Унами
    - Ремкоукс (енгл. Remkokes)
    - Армевамекс (енгл. Armewamex)
    - Оукхокинг (енгл. Okehocking)
    - Мантајз (енгл. Mantaes)
    - Нарејтиконк (енгл. Naraticonck)
    - Мали Сикониз (енгл. )
    - Суапоис (енгл. Sewapois)
    - Велики Сикониз (енгл. )

## Историја

### Први контакт са Европљанима
До првог контакта са белцима највероватније је дошло 1524. када се истраживач Ђовани да Верацано сусрео са групом домородаца, највероватније Делавера. Након што је својим бродом упловио у Доњи њујоршки залив, домороци су до њега допловили својим кануима.
Након успостављања контакта, односи између Холанђана и Делавера у 17. веку били су скоро искључиво везани за трговину крзном. Делавери су продавали крзна даброва у замену за европске производе.

### 17. век
Холанђани су 1624. на Делаверској територији основали град Њуамстердам, данашњи Њујорк, а неколико година касније 1631. и град Сванендал, данашњи Луис. Сванендал је уништен 1632. након неспоразума који је настао након што је група Делавера оштетила обележје Холандске западно индијске компаније. У нападу Делавера убијено је 32 холандских насељеника. Делавери су 1634. поражени у рату који је те године избио између њих и Сасквеханока због трговине са Холанђанима из Њуамстердама. Након рата Делавери су вероватно постали вазали Сасквеханока. Делавери су затим 1676. постали вазали Ирокеза, што су били до 1753.
Након доласка холандских досељеника број Делавера се драстично смањио због појаве епидемија заразних болести као што су мале богиње и велике богиње, које су донели Холанђани. Делавери су имали високу стопу смртности од ових болести, јер нису имали природни имунитет на њих.
Након доласка Холанђана 1620-их, њихово насељавање на територију Делавера западно од реке Хадсон је било ограничено на насеље Павонија у данашњем Џерзи Ситију све до 1660. када је Холандија у тој области успоставила војну базу. Земља је од Делавера купљена након што је на њој база већ основана.
Енглески Квејкери под вођством Вилијама Пена оснивају колонију Пенсилванију 1682. око доњег тока реке Делавер. Између новопридошлих енглеских колониста и Делавера уговорен је споразум о ненападању. У наредних неколико деценија у колонију се населило око 20.000 енглеских досељеника.

### 18. век
Колонијом Пенсилванија су након смрти Вилијама Пена 1718. управљали његови наследници Џон и Томас Пен са сарадницима. За разлику од Вилијама Пена који је мирним путем и договором са Делаверима решавао неспоразуме, они су 1730-их покушали преваром да преузму велику површину земље од Делавера. Коју су желели да продају колонистима да би прикупили новац за потребе колоније. Они су покушали да нацрт уговора који су делаверске вође одбиле 1680-их представе као уговор о куповини земље. На крају, сви Делавери који су још увек живели на обалама реке Делавер су протерани. Након чега је део делаверских племена почео са нападима на пенсилванијска насеља. У току Седмогодишњег рата британска влада је започела истрагу чији је циљ био да утврди разлоге незадовољства Делавера, а сер Вилијам Џонсон је одређен да предводи истрагу.
Почетком 18. века Моравска црква је успоставила мисије на територији Делавера (Ленапеа). Моравци су захтевали од покрштених Делавера да прихвате пацифизам, као и да живе у селима изграђеним по узору на европска села. Моравци су се заједно са Делаверима у каснијим годинама одселили у Охајо и Онтарио. Делавери моравци који су се населили у Онтарију након Америчког рата за независност су називани и именом Мунси хришћани, јер је већина њих била из мунсијских племена.
Током Француског и индијанског рата Делавери су у првом тренутку ратовали на страни Француза, али су у каснијој фази рата прешли на страну Енглеза. Након завршетка рата Енглези су наставили да убијају Делавере у толикој мери да је према неким историчарима број убијених након рата био већи него у току рата.
Споразумом из Истона потписаног 1758. између Делавера и гувернера енглеских колонија Пенсилванија и Њу Џерзи, било је предвиђено да се Делавери са територије Њујорка и Њу Џерзија одселе на запад у Пенсилванију, Охајо и даље. Ипак један број Делавера је остао на својој земљи.
Велики број Делавера је учествовао у Понтијаковом рату 1763. на страни Понтијака, а против Енглеза.
Након избијања Америчког рата за независност, Мунси Делавери који су живели у Охају у неколико насеља груписаних око њиховог главног насеља Кошоктон, су били подељени по питању на чијој страни би требало да учествују у рату. У току рата делаверска насеља у Охају су се налазила између америчког упоришта Форт Пит и британског Форт Детроит. Једна група је пришла Британцима и населила се на обале река Сајото и Сандански (у западном Охају) у близини њихове тврђаве Форт Детроит, друга је остала у својим насељима око Кошоктона и стала на страну Американаца са којим су вође ове групе потписале споразум из Форт Пита, а трећа група коју су чинили Делавери моравци је остала неутрална. Након смрти поглавице Беле Очи 1778. који је предводио проамеричке Делавере, многи Делавери из Кошоктона су прешли на страну Британаца. Након чега су америчке снаге из Форт Пита уништиле Кошоктон 19.4.1781. Преживели су након тога побегли на север.

### 19. век
У претходна два века енглески колонисти су протерали Делавере са обале Атлантског океана у Охајо, одакле су након Америчког рата за независност такође протерани. Већина Мунси Делавера је након пораза Британаца у Америчком рату за независност отишла из Охаја у кандску провинцију Онтарио, где су успостављена три резервата. Две групе су се населиле у округ Онајда у Њујорку до 1802, то су били Стокбриџ-Мунси (Мохиканци и Мунси Делавери) и Брад`ртон Индијанци из Њу Џерзија, а одатле су се преселиле у Висконсин 1819.
Споразумом из Сент Мерија 1818. група Делавера која је била насељена у Индијани уступила је своју земљу у замену за земљу западно од реке Мисисипи у данашњој америчкој држави Мисури на ушћу потока Вилсонс Крик у реку Џејмс Ривер (Џејмс Форк). Споразумом Џејмс Форк потписаним 24.9.1829, ови Делавери су принуђени да се преселе даље на запад. Додељена им је земља у тадашњој Индијанској територији (данас припада Канзасу) у замену за земљу коју су имали на саставници Џејмс Форк Беле реке у Мисурију.
Неколико година након издвајања Канзаса из састава Индијанске територије, због нелегалних упада на своју земљу и нелегалног насељавања белаца на њој, Делавери су 1860. донели одлуку да напусте Канзас и да се преселе у Индијанску територију (данашњу Оклахому). У Оклахоми су касније организовани као Делаверско племе Индијанаца са седиштем у Бартлесвилу у Оклахоми. Делаверско племе Индијанаца је откупило земљу од резервата Чироки нације у две рате у укупном износу од 438.000 долара.
Након пресељавања главнине делаверског становништва са једног места на друго, увек је један број Делавера остајао у старим насељима. Због чега се Делавери данас могу наћи и у Њу Џерзију и Висконсину.
Једна група Делавера се око 1820. одселила из Мисурија у Тексас који је тада био под влашћу Шпаније (као и цео Мексико). Они су се населили око Црвене реке Југа и реке Сабин. Према процени мексичког генерала Мануела де Миера и Терана 1828. у Тексасу је живело око 150 до 200 делаверских породица. Након што је неколико година после независности Тексаса од Мексика, председник републике постао Мирабо Б. Ламар (председник у периоду 1838-1841), Делавери су протерани на север у Индијанску територију, мали број њих је успео да остане у Тексасу. Након што је Сем Хјустон 1841. освојио други председнички мандат, положај преосталих Делавера се поправио и 1843. је потписан споразум из Б`рд Форта. Део Делавера скаута и њихових породица је насељен дуж река Бразос и Боски, циљ је био да утичу на Команче да започну преговоре о миру са тексашком владом, што им је успело 1844.
Тексашки Делавери су 1854. присиљени да се населе у индијански резерват Бразос у близини Грејама у Тексасу, да би поново 1859. присилно пресељени на обале реке Вашита у близину данашњег града Анадарко у Оклахоми. Касније су организовани као Делаверска нација са седиштем у Анадарку у Оклахоми.